# Richard Pryor
Richard Franklin Lennox Thomas Pryor III  (1. december 1940 – 10. december 2005) var en amerikansk komiker, skuespiller og forfatter.
Pryor var en fortæller, kendt for sin frygtløse synliggørelse af racisme og uvaner i det moderne liv. Hans sprogbrug var ofte fyldt med farverige, vulgære og sjofle fraser og racistiske bemærkninger. Han nåede ud til et bredt publikum med sine skarpe observationer, og hans direkte sprog forargede lige så mange, som det underholdt. Han er anerkendt som en af den tids vigtigste stand-up komikere: Jerry Seinfeld kaldte Pryor "The Picasso of our profession"; Whoopi Goldberg er citeret for at kalde ham for sin største inspiration, "The major influence was Richard – I want to say those things he's saying". Bob Newhart har kaldt Pryor "the seminal comedian of the last 50 years."
Hans værker består af shows og optagelser som Richard Pryor: Live and Smokin' (1971), That Nigger's Crazy (1974), ...Is It Something I Said? (1975), Bicentennial Nigger (1976), Richard Pryor: Live in Concert (1979), Richard Pryor: Live on the Sunset Strip (1982) og Richard Pryor: Here and Now (1983). Han medvirkede i adskillige film, som regel i komedier som Silver Streak (1976), men også i dramatiske roller, som Paul Schrader's film Blue Collar (1978) og roller som Gus Gorman i Superman III (1983). Han arbejdede på mange projekter med sin gode ven og skuespiller Gene Wilder.
Richard Pryor vandt en 'Emmy Award' i 1973 og fem 'Grammy Awards' i 1974, 1975, 1976, 1981, og 1982. I 1974 vandt han to 'American Academy of Humor' priser og en 'Writers Guild of America Award'.